# جورج فريدريك واتس
جورج فريدريك واتس (بالإنجليزية: George Frederic Watts)‏ (23 فبراير 1817 - 1 يوليو 1904) رسام فيكتوري إنجليزي شعبي ونحات، من أشهر أعماله، عمل باسم " أمل".

## من أقواله
قال "أرسم الأفكار وليس الأشياء."

## روابط خارجية
- جورج فريدريك واتس على موقع الموسوعة البريطانية (الإنجليزية)
- جورج فريدريك واتس على موقع ميوزك برينز (الإنجليزية)
- جورج فريدريك واتس على موقع ديسكوغز (الإنجليزية)

- 491 قالب:YourPaintings
- "Watts, George Frederic". قاموس أكسفورد للسير الوطنية (ط. أونلاين). دار نشر جامعة أكسفورد. DOI:10.1093/ref:odnb/36781. (يتطلب وجود اشتراك أو عضوية في المكتبة العامة في المملكة المتحدة)
- BBC Restoration Appeal for the Watts Gallery
- The Watts Gallery, Compton
- georgefredericwatts.org, 392 works by George Frederic Watts
- كتاب مجاني: Watts (1817-1904) by William Loftus Hare على مشروع غوتنبرغ, with eight reproductions in colour. (by William Loftus Hare)
- Watts - 5 works in focus at Tate Online
- G.F. Watts: Portraits, Fame & Beauty in Victorian Society, 2004–05 exhibition at the National Portrait Gallery